# Guic
Le Guic est une rivière bretonne coulant dans le Trégor. Longue de 27 km, elle est l'affluent principal du Léguer, qu'elle rejoint à Belle-Isle-en-Terre.

## Parcours
Le Guic prend sa source sur la commune de Botsorhel, à mi-chemin entre Lanneanou et l'étang de Beffou. Entre Guerlesquin et Plougras, il forme un ensemble de deux étangs (le plus grand a été construit en 1977 pour les besoins en eau d'un abattoir), et fait office de frontière entre les départements du Finistère et des Côtes-d'Armor jusqu'au lieu-dit Penn ar C'hoat (en Guerlesquin). Contournant Loguivy-Plougras par le nord, la séparant ainsi de Plounérin, il revient vers le sud en laissant Plounévez-Moëdec sur sa rive gauche et reçoit le Saint-Emilion sur sa rive droite, puis le ruisseau de Milin ar Prat quelques kilomètres plus loin après le bois de Coat Meur. Toujours sur sa rive droite, il reçoit ensuite le ruisseau de Lan Scalon et remonte vers le nord, au niveau de Loc-Envel, évitant la forêt de Coat-an-Noz. Le Guic termine son parcours à Belle-Isle-en-Terre où il retrouve le Guer, formant ainsi le Léguer qui traverse le Trégor jusqu'à la baie de Lannion.

## Affluents
De la source au Léguer :
- le Saint-Emilion, 11,4 km ;
- le ruisseau de Milin ar Prat, 6,1 km ;
- le ruisseau de Lan Scalon, 11,4 km.

## Pêche
Comme le Léguer, le Guic est fréquenté par le saumon et la truite fario. On y trouve aussi des anguilles. Les étangs, entre Plougras et Guerlesquin, sont des lieux de pêche de brochets et de gardons.